# Toner River
Der Toner River ist ein Fluss im Nordwesten des australischen Bundesstaates Tasmanien.

## Geografie
Der etwas mehr als elf Kilometer lange Toner River entspringt an den Nordhängen des Mount Edith am Ostrand der Arthur Pieman Conservation Aera. Er fließt zunächst nach Norden und dann in einem Bogen nach Osten und Südosten. Rund vier Kilometer südlich des Mount Bolton mündet er in den Donaldson River.